# Вісь Воєйкова
Вісь Воєйкова або Велика вісь Євразійського материка — умовна лінія між зоною високого атмосферного тиску Євразійського материка та зоною пониженого тиску, що лежить приблизно вздовж паралелі 50° пн. ш. Названа на честь російського кліматолога Олександра Воєйкова, який вперше її дослідив

## Характеристика
Вісь Воєйкова тягнеться майже через усю Євразію від озера Байкал, де знаходиться центр Сибірського антициклону, до Карпатських гір, прямує через південь Франції до Піренейського півострова і далі до Азорських островів (центр Азорського антициклону).
Велика вісь Євразійського континенту краще виражена у зимовий період. Зона високого тиску, що формується на південь від вісі Воєйкова, характеризується сухою безхмарною погодою, штилем або слабким вітром, дуже холодною погодою взимку і жарким літом. Зона високого тиску на Євразії  відхиляє циклони з Атлантики на північ. Широкий розвиток Азійського антициклону пояснюється також наявністю центрів стійкого зниженого атмосферного тиску в Північній Атлантиці в районі Ісландії (Ісландський циклон) і над північною частиною Тихого океану біля Алеутських островів Алеутський циклон).  У той же час в Атлантичному океані і над Арктикою є центри високого атмосферного тиску (Азорський і Сибірський максимуми).  На сході Азії з цієї причини поширені аномально холодні і сухі зими (порівняно з цими широтами в Європі).
По обидва боки від вісі Воєйкова панують вітри різного напрямку: на північ від неї переважають західні та південно-західні вітри, які переносять вологе повітря з Атлантичного океану, на південь – східні і північно- східні вітри з середини континенту.

## На території України

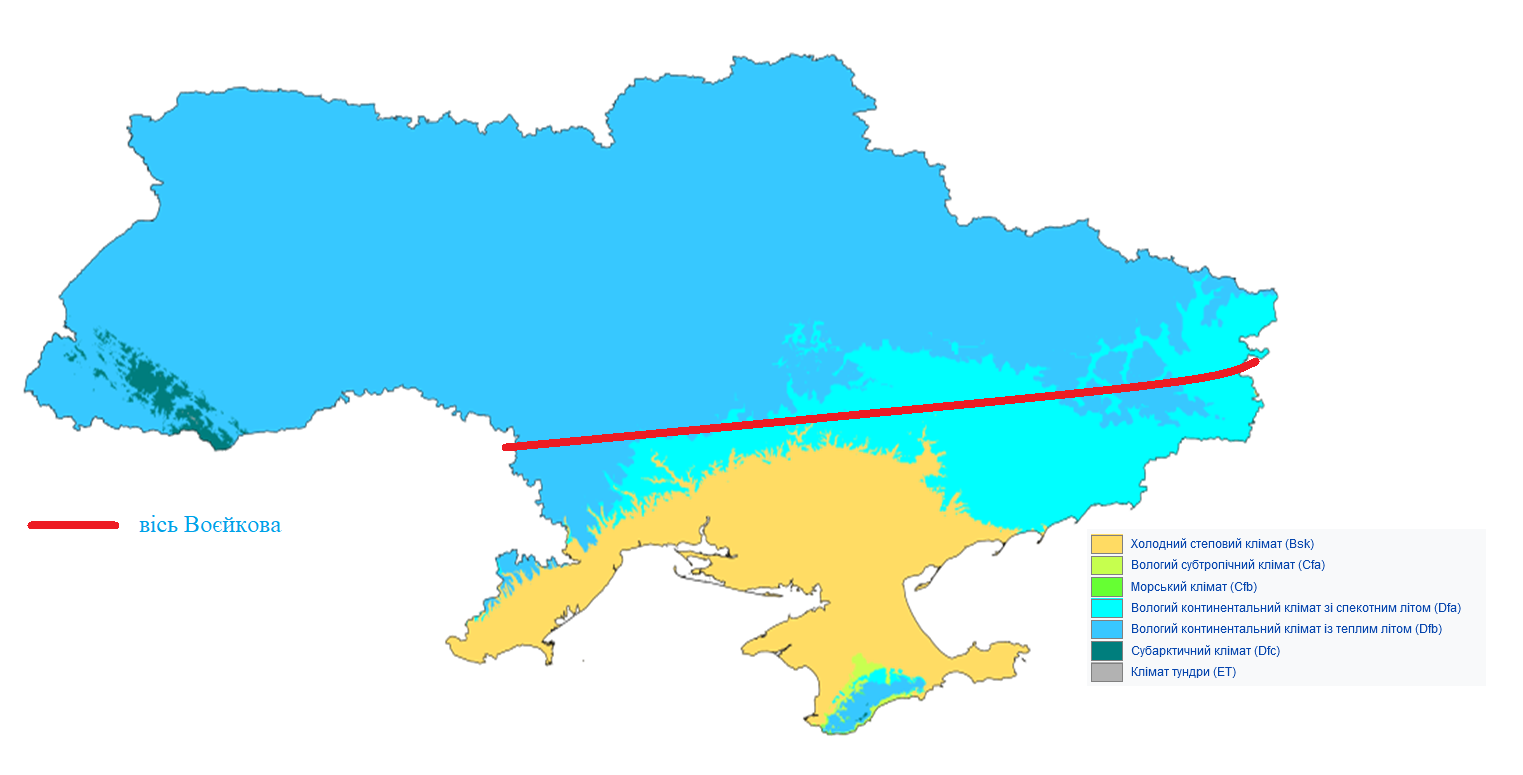
Вісь Воєйкова по території України

В межах України вісь Воєйкова проходить уздовж лінії Луганськ — Дніпро — Балта. На північ від цієї смуги переважають західні відносно теплі і вологі вітри (і циклональний тип погоди), на південь — східні і південно-східні холодні й сухі вітри (та антициклональний тип погоди). У теплий період ця вісь послаблюється, оскільки внаслідок прогрівання суходолу майже вся територія України потрапляє в зону зниженого тиску, а тому дмуть західні вітри. І лише на півдні продовжують панувати східні вітри.
Для зими характерно вплив Азійського антициклону, особливо  на лівобережжя Дніпра, що  зумовлює тут різке зниження температури повітря, сильний вітер й заметілі. 